# Jardim dos Calegaris

Jardim dos Calegaris é um bairro nobre localizado na região central da cidade brasileira de Paulínia, no interior de São Paulo.